# Isola Mornington
L'isola Mornington è l'isola più grande delle 30 che compongono l'arcipelago delle isole Wellesley. Si trova nel golfo di Carpentaria e fa parte della contea di Mornington dello stato federato australiano del Queensland.
Il suo territorio è principalmente pianeggiante; la superficie dell'isola è di 648 km² e il punto più alto raggiunge i 90 metri. La sua distanza dalla costa è di 24 km.
Nel 2001 sono stati censiti 1 007 abitanti; essi sono prevalentemente aborigeni e la maggioranza vive nel villaggio di Gununa che si trova a sud-ovest dell'isola. Il clan predominante dell'isola sono i Lardin, mentre i Kiadilt arrivarono nel 1947 dopo che un ciclone contaminò con sale tutta l'acqua potabile dell'isola in cui vivevano (l'isola Bentinck).